# Lista planetelor minore: 244001–245000
Aceasta este lista planetelor minore cu numerele 244001–245000.

## 244001–244100
| Denumire | Denumire provizorie | Data descoperirii  | Locul descoperirii | Descoperitor(i)            |
| -------- | ------------------- | ------------------ | ------------------ | -------------------------- |
| 244001 – | 2001 SE39           | 16 septembrie 2001 | Socorro            | LINEAR                     |
| 244012 – | 2001 SU114          | 20 septembrie 2001 | Desert Eagle       | W. K. Y. Yeung             |
| 244038 – | 2001 SU275          | 21 septembrie 2001 | Kitt Peak          | Spacewatch                 |
| 244039 – | 2001 ST288          | 28 septembrie 2001 | Palomar            | NEAT                       |
| 244041 – | 2001 SD328          | 18 septembrie 2001 | Anderson Mesa      | LONEOS                     |
| 244053 – | 2001 TJ47           | 14 octombrie 2001  | Cima Ekar          | Asiago-DLR Asteroid Survey |

## 244101–244200
| Denumire | Denumire provizorie | Data descoperirii | Locul descoperirii | Descoperitor(i) |
| -------- | ------------------- | ----------------- | ------------------ | --------------- |
| 244190 – | 2001 XP267          | 15 decembrie 2001 | Apache Point       | SDSS            |

## 244201–244300
| Denumire | Denumire provizorie | Data descoperirii | Locul descoperirii | Descoperitor(i)             |
| -------- | ------------------- | ----------------- | ------------------ | --------------------------- |
| 244218 – | 2002 AA93           | 14 ianuarie 2002  | Cerro Tololo       | Deep Lens Survey            |
| 244230 – | 2002 CO20           | 4 februarie 2002  | Haleakala          | NEAT                        |
| 244243 – | 2002 CD117          | 14 februarie 2002 | Needville          | Needville                   |
| 244263 – | 2002 CR282          | 8 februarie 2002  | Kitt Peak          | M. W. Buie                  |
| 244269 – | 2002 DN             | 16 februarie 2002 | Bohyunsan          | Y.-B. Jeon, B.-C. Lee       |
| 244274   | 2002 EC7            | 6 martie 2002     | Siding Spring      | R. H. McNaught              |
| 244275 – | 2002 EG9            | 12 martie 2002    | Kvistaberg         | Uppsala-DLR Asteroid Survey |

## 244301–244400
| Denumire | Denumire provizorie | Data descoperirii | Locul descoperirii | Descoperitor(i) |
| -------- | ------------------- | ----------------- | ------------------ | --------------- |
| 244328 – | 2002 JL5            | 5 mai 2002        | Prescott           | P. G. Comba     |
| 244355 – | 2002 MH             | 17 iunie 2002     | Campo Imperatore   | CINEOS          |

## 244401–244500
| Denumire | Denumire provizorie | Data descoperirii  | Locul descoperirii | Descoperitor(i) |
| -------- | ------------------- | ------------------ | ------------------ | --------------- |
| 244418 – | 2002 QK6            | 18 august 2002     | Cottage Grove      | Cottage Grove   |
| 244422 – | 2002 QA50           | 18 august 2002     | Palomar            | S. F. Hönig     |
| 244469 – | 2002 RC237          | 14 septembrie 2002 | Haleakala          | R. Matson       |

## 244601–244700
| Denumire | Denumire provizorie | Data descoperirii | Locul descoperirii | Descoperitor(i) |
| -------- | ------------------- | ----------------- | ------------------ | --------------- |
| 244663 – | 2003 HH53           | 30 aprilie 2003   | Reedy Creek        | J. Broughton    |
| 244664 – | 2003 HN53           | 22 aprilie 2003   | Goodricke-Pigott   | J. W. Kessel    |
| 244684 – | 2003 OH23           | 28 iulie 2003     | Bergisch Gladbach  | W. Bickel       |

## 244701–244800
| Denumire | Denumire provizorie | Data descoperirii | Locul descoperirii | Descoperitor(i) |
| -------- | ------------------- | ----------------- | ------------------ | --------------- |
| 244705 – | 2003 QN29           | 23 august 2003    | Črni Vrh           | Črni Vrh        |

## 244901–245000
| Denumire      | Denumire provizorie | Data descoperirii | Locul descoperirii | Descoperitor(i) |
| ------------- | ------------------- | ----------------- | ------------------ | --------------- |
| 244932 Méliés | 2003 XW21           | 15 decembrie 2003 | Saint-Sulpice      | B. Christophe   |
| 244969 –      | 2004 BA26           | 18 ianuarie 2004  | Needville          | J. Dellinger    |
| 245000        | 2004 CK25           | 11 februarie 2004 | Kitt Peak          | Spacewatch      |